# 하이포아염소산 나트륨
차아염소산나트륨(次亞鹽素酸-,화학식 NaClO) 또는 하이포아염소산나트륨(Sodium hypochlorite)은 수산화 나트륨(NaOH) 용액에 염소 가스(Cl2)를 가하여 합성되는 차아염소산염이다. 다른 물질을 산소와 반응시키는 성질이 강해 표백제, 소독제, 산화제 따위로 이용된다.

## 하이포아염소산나트륨
하이포아염소산나트륨(hypo亞鹽素酸Natrium)은 나트륨의 하이포아염소산염이다. 가정용 표백액의 주성분이 되는 물질이다. 산화 표백제, 살균제, 폭약 안정제 따위로 쓴다.

## 전기분해
소금물의 전기분해에서 수소(H),산소(O2),수산화나트륨(가성소다),염소가스(Cl2)등의 경합반응과 혼합물 생성반응에서 잘 설계된 실험조건으로 얻어질수있다.

## 같이 보기
- 염소 소독